# ماريا لوسون
ماريا لوسون (بالإنجليزية: Maria Lawson)‏ هي مغنية مؤلفة ومغنية بريطانية، ولدت في 24 مايو 1979 في لندن في المملكة المتحدة.

## وصلات خارجية
- الموقع الرسمي
- ماريا لوسون على موقع ميوزك برينز (الإنجليزية)